# Новопіщане (Новосибірська область)
Новопіщане (рос. Новопесчаное) — село у Чистоозерному районі Новосибірської області Російської Федерації.
Входить до складу муніципального утворення Новопіщанська сільрада. Населення становить 420 осіб (2010).

## Історія
Згідно із законом від 2 червня 2004 року органом місцевого самоврядування є Новопіщанська сільрада.

## Населення
| 2002 | 2007 | 2010 |
| ---- | ---- | ---- |
| 540  | ↗543 | ↘420 |